# موج نوی هوی متال بریتانیایی
موج نوی هوی متال بریتانیایی (در انگلیسی به اختصار NWOBHM نوشته می‌شود) جنبشی بود در سبک هوی متال که در دههٔ ۷۰ میلادی در بریتانیا اتفاق افتاد و در دههٔ ۸۰، این جنبش توانست که نظر همگان را در جهان معطوف به خود کند تا حدی که بعضاً این جنبش را با دوره بیتل مانیا مقایسه کرده‌اند. آغاز این دوره که با آلبوم بریتیش استیل گروه جوداس پریست شروع شد در واقع واکنشی بود به خاموشی تدریجی جلال و شکوه موسیقی هوی متالی گروه‌های بزرگی چون دیپ پرپل، لد زپلین و بلک سبث که به‌مرور در حال ترک صحنه بودند. گروهای موسیقی که در این جنبش فعالیت می‌کردند با کاستن از تأثیرات سبک موسیقی بلوز و عناصر کلیشه‌ای پانک و بالا بردن سرعت تمپو و استفاده از جلوه‌های خشن تر برای اصوات، توانستند تصویری پرابهت‌تر و خشن‌تر را برای این سبک هوی متال، ارائه کنند و این تغییرات، چشم‌انداز جذاب و بسیار هیجان‌انگیزی را برای هواداران این سبک فراهم می‌نمود. این دوره مانند چشمهٔ جوشانی بود که بسیاری از گروه‌های متال مانند متالیکا تحت تأثیر موسیقی گروه‌های این جنبش همچون جوداس پریست، آیرن میدن، ساکسن، موتورهد و دایمند هد قرار گرفتند.

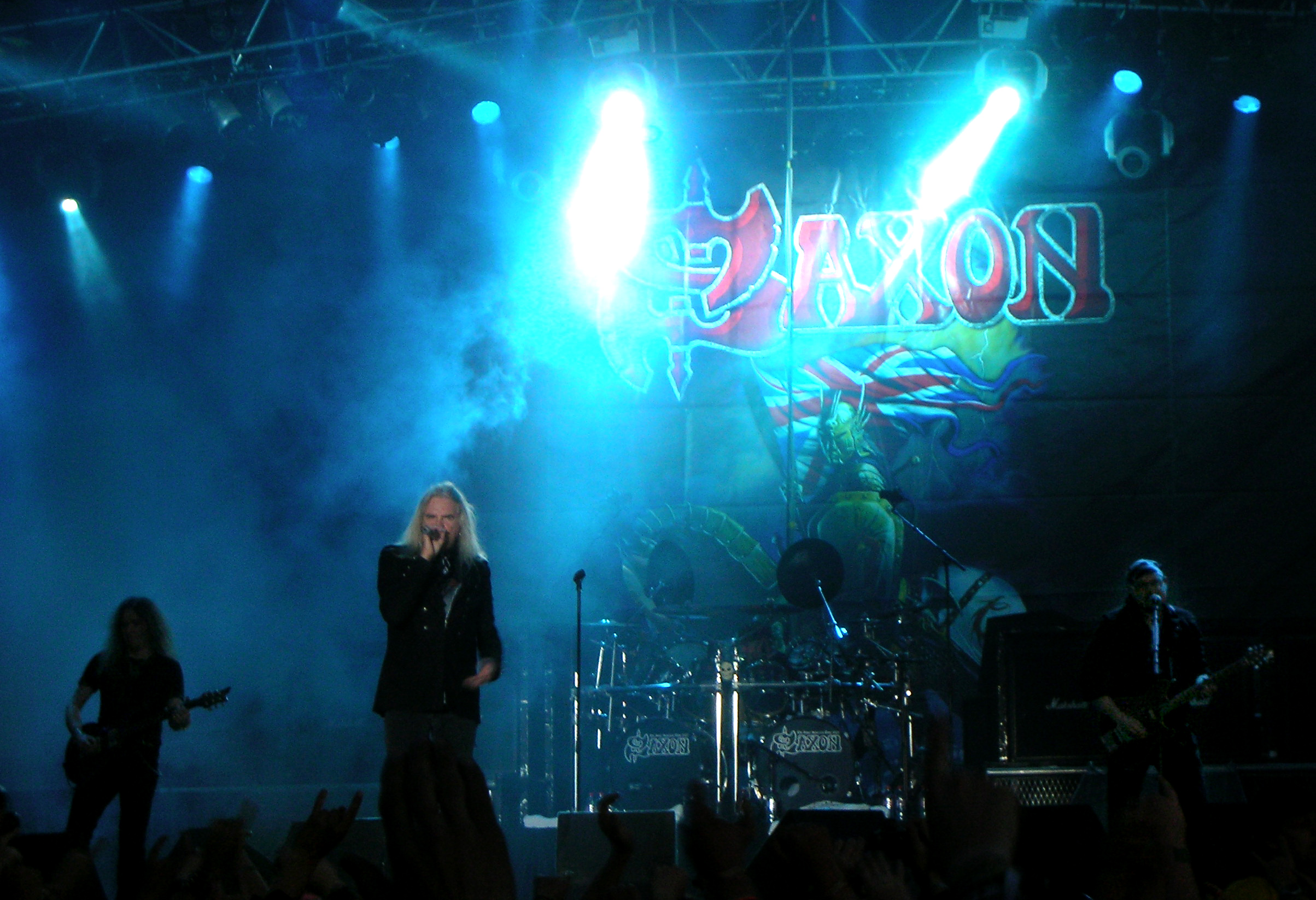
گروه ساکسن

باوجود آنکه موج نو هوی متال بریتانیایی در ابتدا از دید منتقدان در انگلستان و آمریکا دور ماند ولی توانست که در اوایل دههٔ ۸۰ میلادی چهره غالب هارد راک را به خود بگیرد. مشخصه‌های موسیقایی این سبک عبارتند از ضرب آهنگ‌هایی با تمپوی بالا، استفاده از پاور کوردها، بکارگیری سولوهای سریع و آهنگین، خوانندگی با کوک اصوات بالا و اشعاری که اغلب حال و هوای افسانه‌ای و خیالی دارند. آرایش و لباس گروه‌های موج نوی هوی متال بریتانیایی اغلب شامل موهای بلند و لباس‌های چرمی (به تقلید از جوداس پریست) بود که معمولاً زنجیری فلزی هم همراه آن بود، این سبک لباس و آرایش در دههٔ ۸۰ میلادی به‌عنوان مُد هوی متال فراگیر شد.

## موج نو هوی متال بریتانیایی در گذر زمان
آغاز این دوره را هم‌زمان با فعالیت گروه‌هایی چون آیرن میدن، ساکسن، موتورهد، جوداس پریست، سامسن، دف لپارد، تانک و انجل ویچ می‌دانند. اما اولین گروه و پیشرو این سبک گروه ولزی باجی است.
مانند هر سبک و جنبش دیگر موسیقی این سبک هم در دوره‌ای دچار نقصان و افول شده‌است، بسیاری از طلایه داران و پیشروان این جنبش نتوانستند از مراحل اولیه موفقیت‌آمیز خود گذر کنند و آن را گسترش دهند. همچنین طلوع یک جنبش دیگر متال در لس آنجلس که به وسیلهٔ گروه‌هایی چون گانز ان روزز، ون هیلن و ماتلی کرو و جذب هواداران جوان و شرکت‌های نشر نیز در افول موج نوی هوی متال بریتانیایی بی‌تأثیر نبود. شرکت‌های نشر آثار موسیقی، گروه‌های لس آنجلسی را به گروه‌های زیرزمینی موج نوی هوی متال بریتانیایی ترجیح می‌دادند و از آن‌ها حمایت بیشتری می‌کردند. ظهور ترش متال در همان زمان نیز عامل دیگری بود که باعث شد خیلی از هواداران جذب آن شوند.

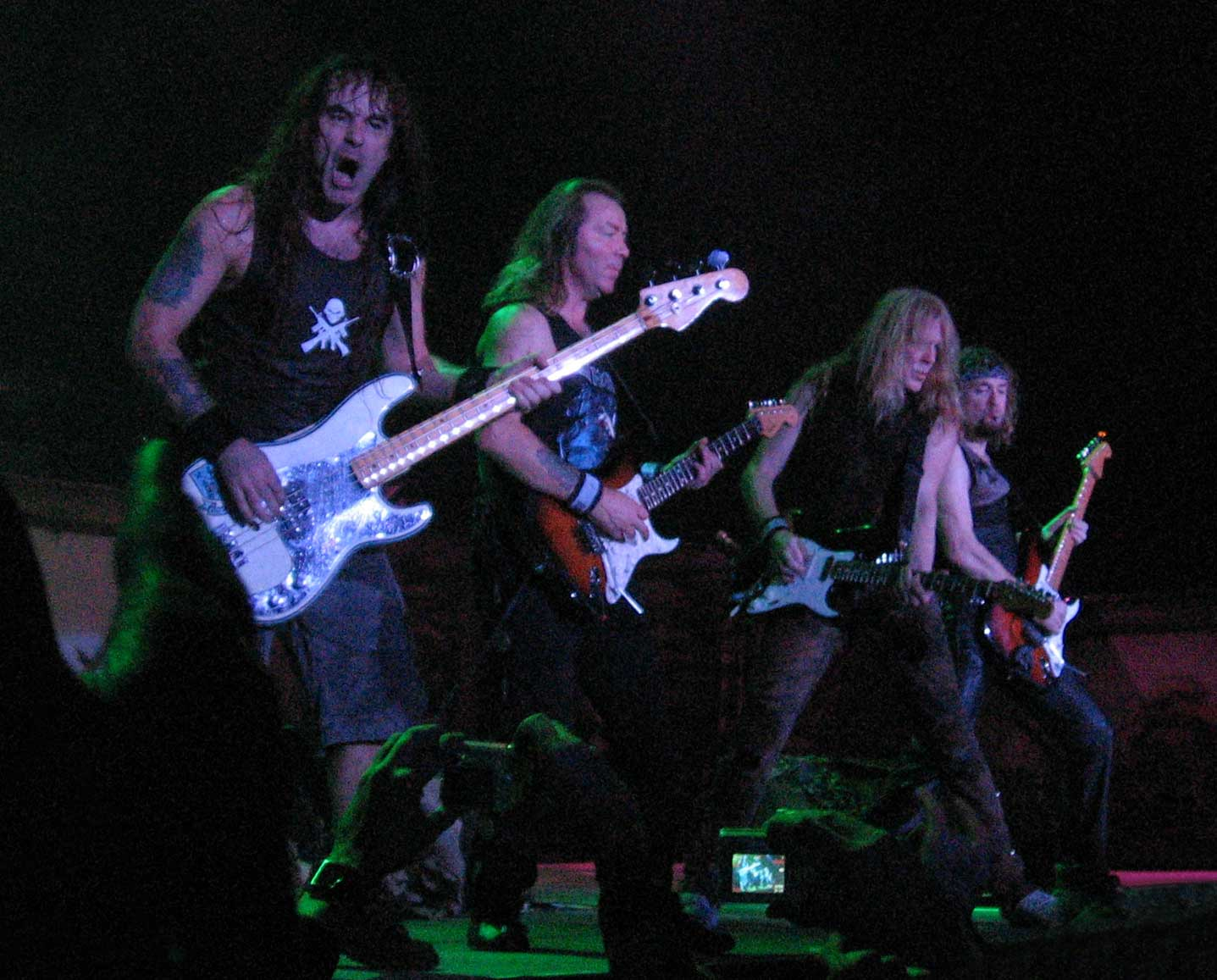
گروه آیرن میدن